# John Gimson
John Gimson (* 11. März 1983 in Leicester) ist ein britischer Segler.

## Erfolge
John Gimson sicherte sich im Nacra 17 mit Anna Burnet zahlreiche internationale Medaillen. 2018 gewannen sie die Kieler Woche und belegten ein Jahr darauf in Weymouth bei den Europameisterschaften den zweiten Platz. Bei den Weltmeisterschaften 2020 in Geelong wurden Gimson und Burnet ebenso Erste wie 2021 in Thessaloniki bei den Europameisterschaften.
Gimson nahm mit Burnet auch an den 2021 ausgetragenen Olympischen Spielen 2020 in Tokio teil. In ihrer Konkurrenz gewannen sie drei der ersten zwölf Wettfahrten und wurden drei weitere Male Zweite. Damit hatten sie bereits vor dem abschließenden Medal Race eine Medaille sicher. Nach einem fünften Platz beendeten sie den Wettbewerb mit 45 Gesamtpunkten hinter den siegreichen Italienern Ruggero Tita und Caterina Banti und vor Paul Kohlhoff und Alica Stuhlemmer aus Deutschland auf dem zweiten Platz, womit sie die Silbermedaille gewannen. Bei den Olympischen Spielen 2024 in Paris gingen Gimson und Burnet ebenfalls gemeinsam den Start und gingen in der Regatta mit 47 Punkten als Dritte ins abschließende Medal Race, punktgleich mit dem neuseeländischen Boot. Da Gimson und Burnet in der finalen Wettfahrt jedoch wegen Frühstarts disqualifiziert wurden, genügte den beiden Neuseeländern ein achter Platz, um die Bronzemedaille zu gewinnen, während die Briten als Vierte knapp einen erneuten Medaillengewinn verpassten.